# بوک (استان اشوی‌داشکسیه)
بوک (به لهستانی: Bełk) یک منطقهٔ مسکونی در لهستان است که در گمینا ایمیلنو واقع شده‌است.